# گل سنگ (فیلم ۱۹۹۱)
گل سنگ (به هندی: Patthar Ke Phool) فیلمی محصول سال ۱۹۹۱ و به کارگردانی آنانت بالانی است. در این فیلم بازیگرانی همچون سلمان خان، راوینا تاندون، کیران کومار، ریما لاگو ایفای نقش کرده‌اند.